# إيميلمي أومانا
إيميلمي أومانا (مواليد 1993) هي كاتبة قانونة نيجيرية أمريكية لروبرت ويلكينز. هي رئيسة 131، وأول رئيسة سوداء، لمجلة قانون هارفارد. الرئيس الأسود السابق كان الطالب باراك أوباما، قبل 27 عامًا من أومانا.

## بدايتها
وُلدت إيميلي أومانا، الذي تقيم حالياً في هاريسبرج بولاية بنسيلفانيا، في ولاية بنسيلفانيا لأبوين مهاجرين نيجيريين من ولاية اكوا إيبوم في نيجيريا.

## تعليمها
حصلت على تعليمها في مدرسة سسكويهانا الثانوية في هاريسبرج. ثم ذهبت إلى كلية هارفارد في عام 2014، حيث حصلت على درجة البكالوريوس في التركيز المشترك في الدراسات الأمريكية والحكومة الأفريقية. وهي حاصلة على شهادة في القانون من جامعة هارفارد وماجستير في السياسة العامة من كلية كينيدي بجامعة هارفارد للعلوم الحكومية.

## مسارها المهني
أثناء حصولها على درجة البكالوريوس، شغلت منصب رئيس معهد السياسة بجامعة هارفارد، وعملت في أرشيف الهيب هوب بالجامعة. كانت متدربة في خدمة الدفاع العام، وشغلت منصب رئيس الحركة المجتمعية لمعهد السياسة بجامعة هارفارد والسياسة التنموية المهنية للمصلحة العامة لرابطة طلاب القانون في جامعة هارفارد.
في 29 كانون الثاني (يناير-2017)، تم تعيينها رئيسة لمراجعة قانون جامعة هارفارد من قبل محرري المراجعة البالغ عددهم 92 طالباً. تنافست على 12 مرشحًا، ثمانية منهم نساء وثمانية أشخاص من اللون. تم تقديم جميع المرشحين للإجابة على الأسئلة من منتدى المحررين، وكتابة الردود على الأسئلة المقدمة والمشاركة في الأنشطة التحريرية الوهمية.
وهي حاليا كاتبة قانونية لروبرت ويلكنز من محكمة الاستئناف الأمريكية لدائرة مقاطعة كولومبيا.

## الجوائز
- 2017 - جوائز الشتات الأفريقي.[18]

- 2017 - جائزة المنحدرين من أصل أفريقي الأكثر نفوذا.[19]

- 2019 - زمالة سوروس العدل.[19]